# Cladotanytarsus gurgitis
Cladotanytarsus gurgitis är en tvåvingeart som beskrevs av Jean-Jacques Kieffer 1925. Cladotanytarsus gurgitis ingår i släktet Cladotanytarsus och familjen fjädermyggor.
Artens utbredningsområde är Tyskland. Inga underarter finns listade i Catalogue of Life.